# College van Premonstreit

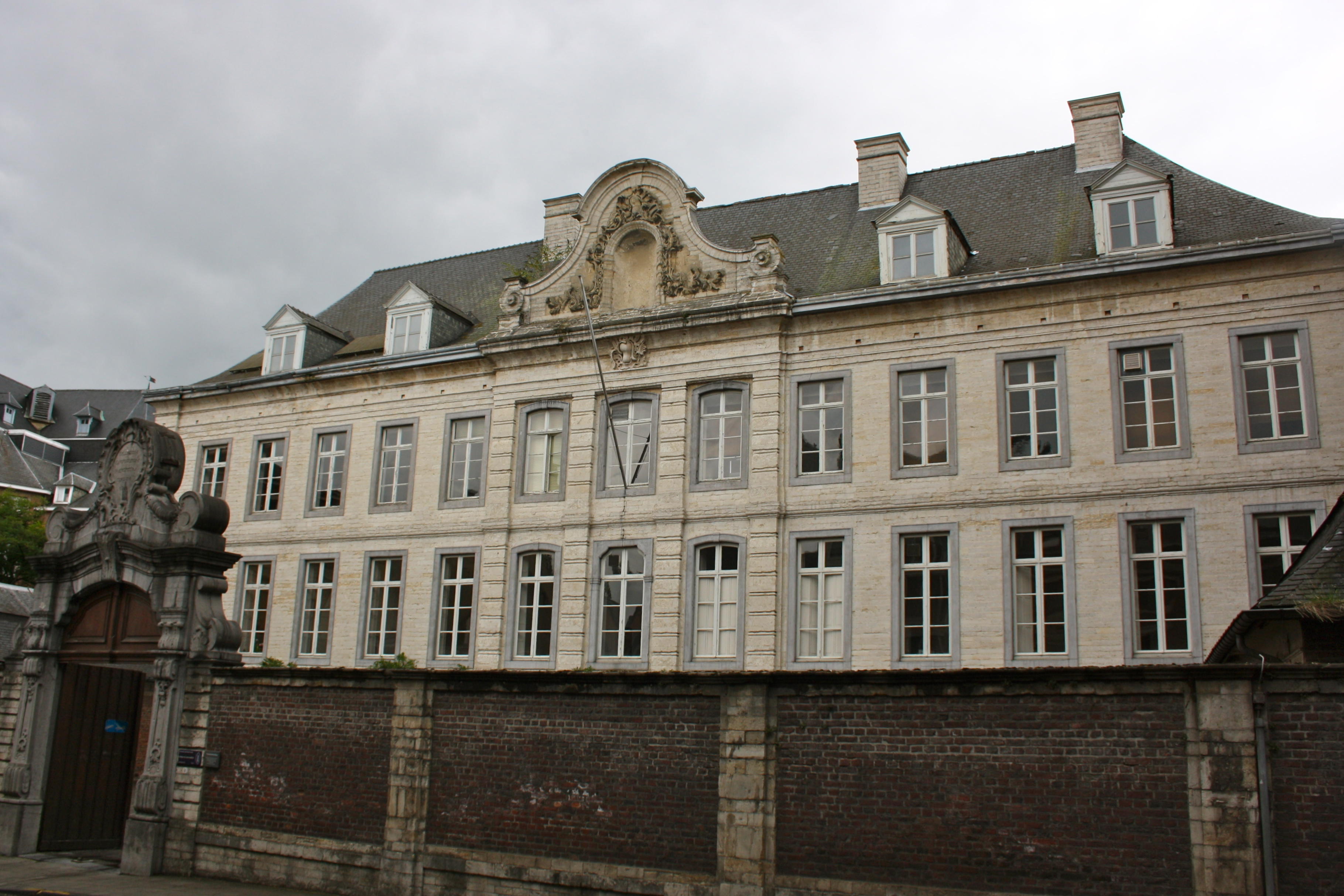
College van Premonstreit in Leuven (België), voorgevel en toegangspoort aan de Naamsestraat.

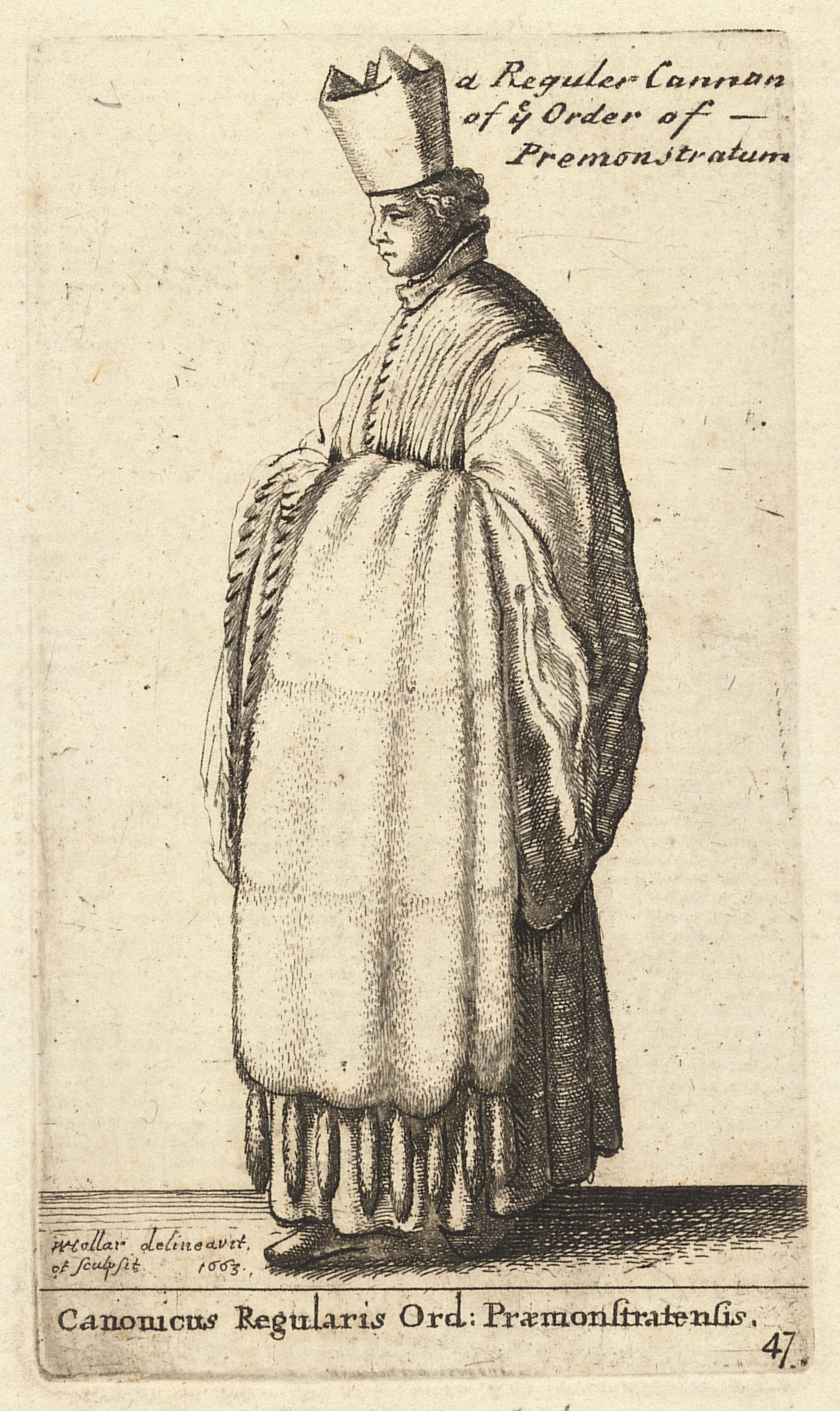
Premonstratenzer koorheer

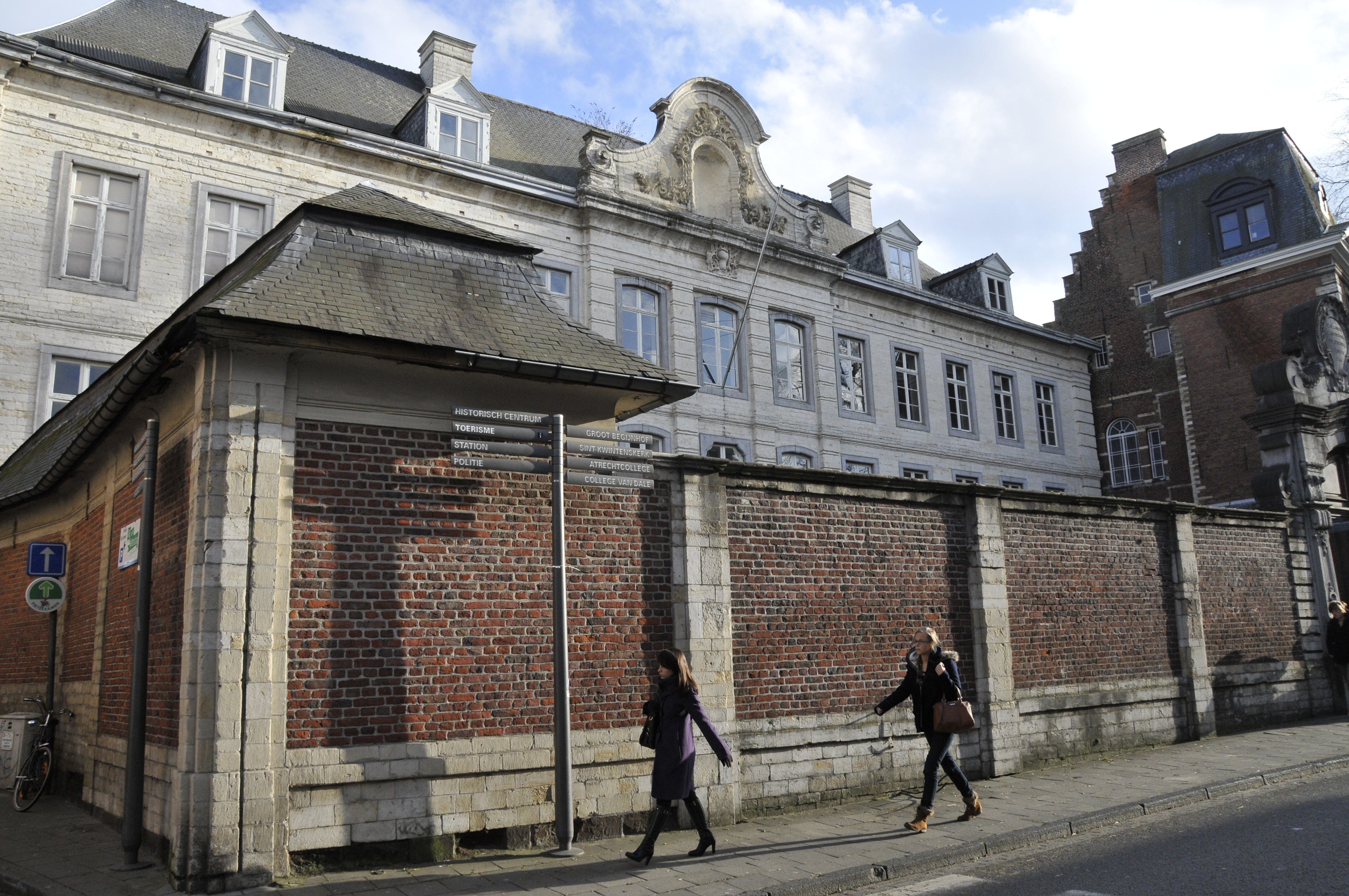
hoek Naamsestraat en de Charles de Bériotstraat

Het College van Premonstreit was een studentenhuis (1571-1797) van premonstratenzer abdijen uit de Zuidelijke Nederlanden; de studenten waren ingeschreven aan de universiteit van Leuven. 
Aan de Rijksuniversiteit Leuven was het Kabinet voor Fysica en Mineralogie hier ondergebracht (1818-1835). 
Aan de KU Leuven was het college een universiteitsgebouw achtereenvolgens voor fysica (1835-2013) en - na een grondige restauratie - de faculteit economie en bedrijfswetenschappen (2015-heden).

## Premonstratenzers
In 1571 openden 4 abten van de norbertijnen of premonstratenzers een studiehuis in de Prooststraat in Leuven, vandaag de Naamsestraat genoemd. Het waren de abten van Park bij Leuven, Averbode, Grimbergen en Ninove in de Spaanse Nederlanden. Het was een groot refugiehuis van de norbertijnen van Grimbergen zelf, waar de abten hun priesterstudenten voor de Universiteit Leuven onderbrachten. Ze hoopten er ook hoogleraren mee op te leiden, afkomstig van hun orde. Later sloten de norbertijner abten van Antwerpen, Tongerlo, Heylissem en Dieleghem zich hierbij aan. 
Halfweg de 18e eeuw was het studiehuis verkommerd, zowel door gebruik als kazerne als door verwaarlozing. In 1755 bouwden de norbertijnen een nieuw college. Het is het huidige college in Lodewijk XV-stijl. Het gelijkvloers was toegankelijk via een bordes met twee zijtrappen, zodat het gelijkvloers eigenlijk de eerste verdieping voorstelt.
Het Frans bestuur in Leuven schafte het Premonstreitcollege af, in het kader van de opheffing van de universiteit Leuven (1797). Het beeld van Norbertus in de monumentale nis in de voorgevel vloog in stukken. Zij richtten in het College de rechtbank van eerste aanleg in (1800-1802). Tot aan de Slag bij Waterloo (1815) gebruikte het stadsbestuur het College als ziekenhuis.

## Fysica
Koning Willem I der Nederlanden stichtte de Rijksuniversiteit Leuven, en hiermee ook het Kabinet van Fysica en Mineralogie. Dit Kabinet stond naast het Kabinet voor Biologie in het voormalige Koningscollege, vlak naast het voormalige Premonstreitcollege. Een collectie van ertsen en mineralen werd aangekocht voor de onderzoekers. Met de oprichting van de Katholieke Universiteit Leuven legde het College zich toe op onderzoek en onderwijs in de fysica. In de 20e eeuw werd het gebouw onderwerp van restauratiewerken en aanpassingswerken voor universitair onderwijs. De tuin verdween met de aanleg van een nieuwe vleugel in de jaren '30 van de 20e eeuw. De laatste restauratie van 2009 kostte bijna een half miljoen euro. De voorgevel is beschermd sinds 1942 en het hele complex sinds 2009.
Een in 2011 aangebrachte gedenkplaat herinnert eraan dat Georges Lemaître woonde en werkte in het college. Op het binnenplein staat sinds 2017 ook een bronzen borstbeeld van hem door Fred Bellefroid.

## Economie
Sinds najaar 2015 is het College een onderdeel van de Faculteit Economie en Bedrijfswetenschappen van de Katholieke Universiteit Leuven. Er zijn leslokalen, onderzoekscentra en administratieve diensten van de Faculteit.